# Chiesa di San Sebastiano e San Rocco (Galatone)
La chiesa di San Sebastiano e San Rocco è una chiesa del centro storico di Galatone in provincia di Lecce. È attigua all'ex convento dei Domenicani, sede del Municipio dagli anni sessanta del secolo scorso.

## Storia
La chiesa, popolarmente Sant'Antonio perché sede dell'omonima confraternita, venne edificata verso il 1508 per volontà del feudatario Giovanni Castriota Granai. L'attuale struttura barocca, opera degli architetti Mauro Capozza e Angelo Di Giovanni, risale al 1712, anno nel quale la precedente chiesa di stile catalano-durazzesco fu modificata nella planimetria e nella copertura e dotata di una nuova facciata che ingloba pezzi scultorei del precedente tempio.

## Architettura

### Esterno
La facciata, realizzata interamente in carparo, è scandita in tre ordini e richiama le decorazioni del vicino Santuario del Santissimo Crocifisso della Pietà. Il primo ordine, ripartito da paraste con capitelli ionici, accoglie il portale d'ingresso dell'edificio cinquecentesco affiancato da due leoni stilofori. Il portale, decorato con altorilievi a grottesche con le armi dei Castriota, è sormontato dalla lapide di dedicazione e da una piccola statua lapidea di san Sebastiano. Ai lati del portale si aprono due nicchie vuote che si ripropongono in asse nell'ordine superiore simmetricamente rispetto al decorato finestrone. Coronano il prospetto un frontone ondulato e dei pennacchi floreali. La chiesa è dotata di un campanile a vela. Sul retro sono visibili deboli tracce di un grandissimo affresco raffigurante san Rocco.

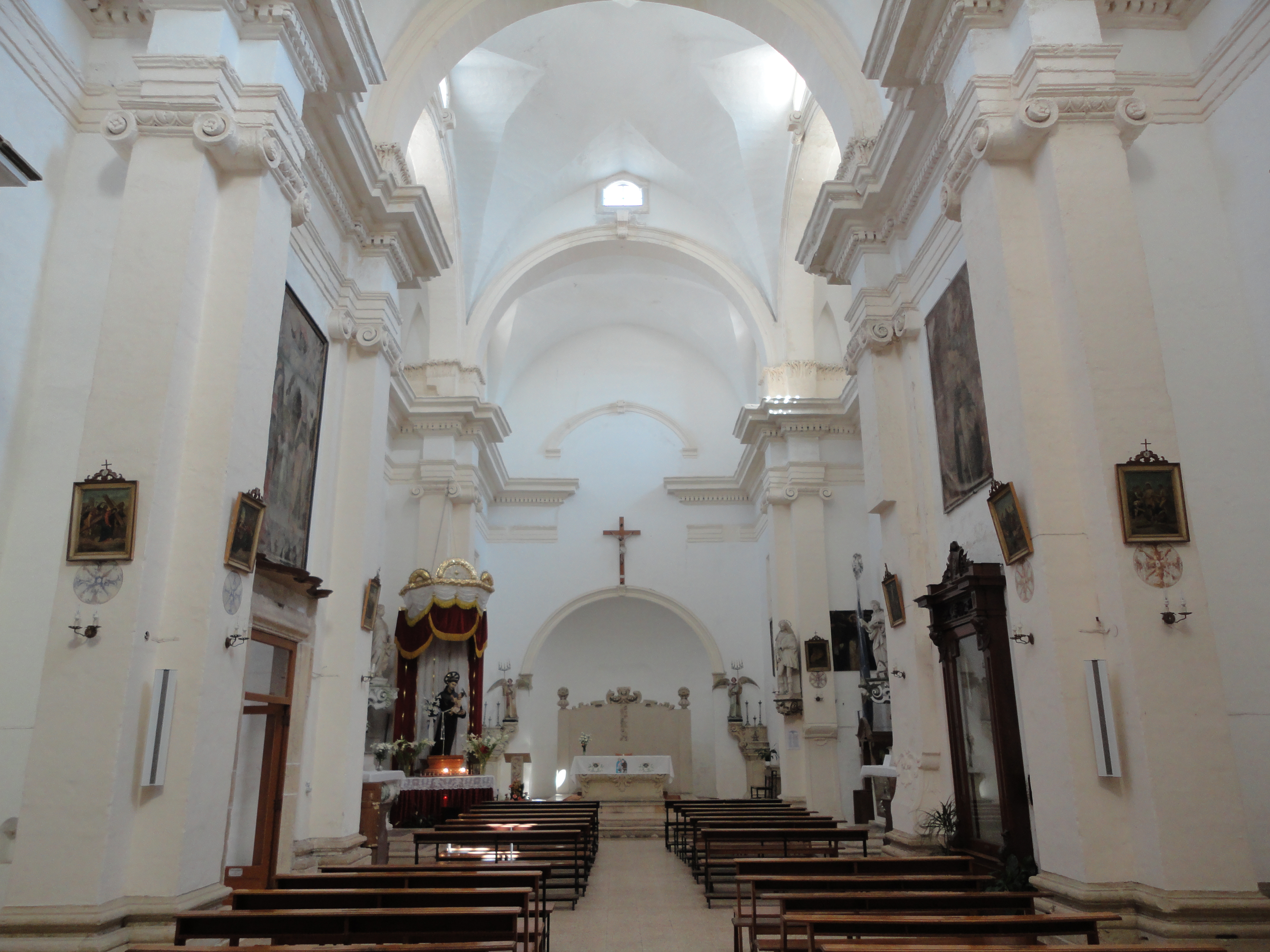
Interno

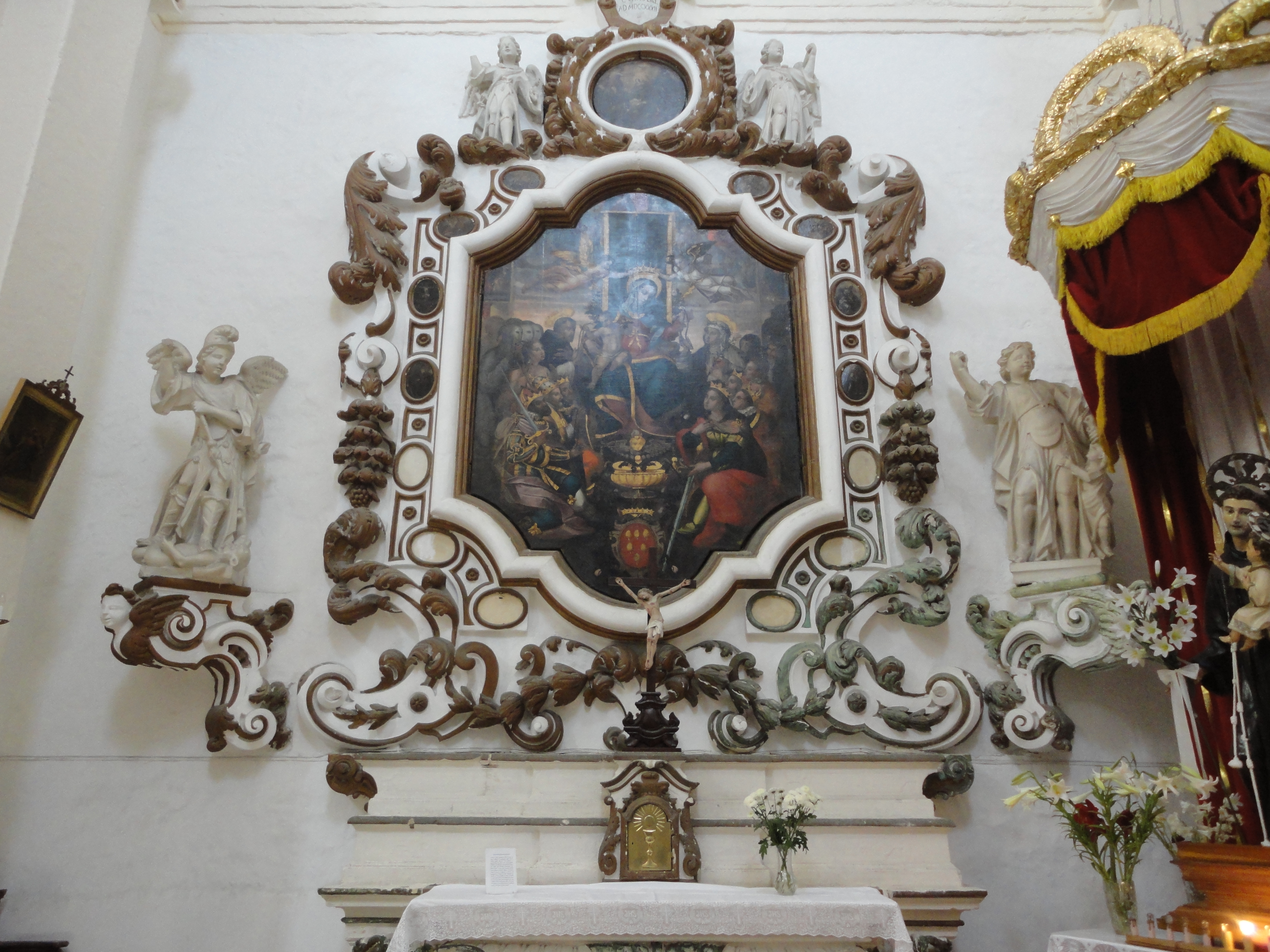
Altare Madonna del Rosario

### Interno
L'interno, ad unica navata con presbiterio, presenta quattro altari barocchi ospitanti delle tele. Gli altari, tutti realizzati in pietra leccese e tufo nel 1732, sono dedicati alla Presentazione di Gesù al Tempio, alla Madonna Immacolata, alla Madonna del Rosario e a sant'Antonio da Padova.
- Altare della Presentazione di Gesù al Tempio

Sulla pala d'altare è incastonata la tela che raffigura la Presentazione di Gesù. Il dipinto, di autore ignoto, è racchiuso da due colonne corinzie ai lati delle quali poggiano le statue di santa Rosa da Lima, a sinistra, e di santa Agnese di Polo, a destra.
- Altare della Madonna Immacolata

L'altare accoglie la tela raffigurante la Vergine Immacolata nell'iconografia classica: vestita di un manto celeste avvolta tra le nuvole con ai piedi il serpente. Il dipinto, di autore ignoto, è racchiuso tra due colonne corinzie ai lati delle quali poggiano su mensole le statue di san Giuseppe e san Giacinto.
- Altare della Madonna del Rosario

L'altare fu realizzato da Mauro Manieri su commissione degli eredi di Marco Aurelio Scorrano come dimostra l'iscrizione: U.J.D. MARCI AURELII SCORRANO VOLUNTATEM HANC SUI HERE DES EXEQUI CURAVERE A.D. MDCCXXXII. La tela, opera del pittore neretino Donato Antonio D'Orlando, raffigura la Madonna seduta in trono e il figlioletto in braccio che consegnano il rosario ai Santi Domenico di Guzmán e Caterina da Siena. La pala è circondata da quattordici quadretti ovali e da una tela più grande in cima all'altare che raffigurano i misteri del Rosario. Sei di questi quadretti sono stati trafugati la notte del 19 ottobre 1990. Ai lati della tela poggiano su mensole le statue di san Michele, a destra, e dell'Angelo custode, a sinistra.
- Altare di Sant'Antonio da Padova

Sull'altare è posta la tela di autore ignoto raffigurante sant'Antonio da Padova mentre riceve la visione di Gesù Bambino. Ai lati del dipinto poggiano su mensole le statue di sant'Antonino da Firenze e di san Vincenzo Ferreri. Sotto la mensa è allocata la statua in pietra di Gesù morto.
Il presbiterio, il cui altare maggiore è stato smantellato, è anticipato dalle statue lapidee di san Sebastiano e san Rocco.